# Taivala invisitata
Genre
Espèce
Taivala invisitata, unique représentant du genre Taivala, est une espèce d'araignées aranéomorphes de la famille des Salticidae.

## Distribution
Cette espèce est endémique du Sarawak en Malaisie,.

## Publication originale
- Peckham & Peckham, 1907 : The Attidae of Borneo. Transactions of the Wisconsin Academy of Sciences, Arts, and Letters, vol. 15, p. 603-653 (texte intégral).